# Artur Harnwolf-Wilczyński
Artur Gottlieb Wincenty Harnwolf-Wilczyński ps. „Wilczyński” (ur. 22 sierpnia 1879 w Veghles-Salatnai, zm. 19 maja 1927 w Warszawie) – doktor praw, major kontroli administracji Wojska Polskiego.

## Życiorys
Artur Gottlieb Wincenty Harnwolf urodził się 22 sierpnia 1879 roku w Veghles-Salatnai na Węgrzech, w rodzinie Teofila i Józefy .
W czasie I wojny światowej walczył w Legionach Polskich. Był oficerem 3 pułku piechoty. Od 1 grudnia 1915 roku był komendantem kolumny prowiantowej P/5 . Latem 1916 roku z powodu choroby przebywał w Szpitalu Rezerwowym Nr 11 w Wiedniu. 18 października 1914 roku awansował na chorążego, a 1 listopada 1916 roku na podporucznika. W kwietniu 1917 roku pełnił służbę w Krajowym Inspektoracie Zaciągu do Wojska Polskiego. W czerwcu 1917 roku został przeniesiony do Zambrowa na Kurs Wyszkolenia. W lutym 1918 roku wziął udział w bitwie pod Rarańczą, a 11 maja tego roku w bitwie pod Kaniowem. Był sędzią 5 Dywizji Strzelców Polskich. Po kapitulacji II Korpusu Polskiego w Rosji przebywał w niemieckiej niewoli .
15 listopada 1918 roku został przyjęty do Wojska Polskiego. 27 sierpnia 1920 roku został zatwierdzony z dniem 1 kwietnia 1920 roku w stopniu rotmistrza, w żandarmerii, w grupie oficerów byłych Legionów Polskich. Pełnił wówczas służbę w Wojskowej Komisji Śledczej przy Sejmie Ustawodawczym. 1 czerwca 1921 roku, w stopniu kapitana, pełnił służbę w Oddziale IV Sztabu Ministerstwa Spraw Wojskowych, a jego oddziałem macierzystym był Lidzki Pułk Strzelców. Jego przeniesienie z korpusu oficerów żandarmerii do korpusu oficerów piechoty ogłoszono dopiero 24 września 1921 roku.
3 maja 1922 roku został zweryfikowany w stopniu majora ze starszeństwem z dniem 1 czerwca 1919 roku i 2. lokatą w korpusie oficerów administracji, dział kontroli administracyjnej. Pełnił wówczas służbę w Wojskowej Kontroli Generalnej. Z dniem 30 kwietnia 1923 roku został, na własną prośbę, przeniesiony do rezerwy.
W 1926 roku, na własną prośbę, został wykreślony z listy aplikantów adwokackich. Zmarł 19 maja 1927 roku w Warszawie. Został pochowany na cmentarzu Powązkowskim w Warszawie (kwatera 225-5-14).
Był żonaty z Jadwigą z Zielińskich (zm. 17 marca 1960), z którą miał córkę Annę Józefę. 
Anna Józefa Harnwolf-Wilczyńska ps. „Hanka I” (ur. 20 maja 1922 w Warszawie, zm. 25 maja 2011), była porucznikiem Wojska Polskiego, sanitariuszką, uczestniczką powstania warszawskiego .

## Ordery i odznaczenia
- Krzyż Niepodległości – pośmiertnie 12 maja 1931 roku[14]
- Krzyż Walecznych „za czyny męstwa i odwagi wykazane w bojach toczonych w latach 1918-1921” – trzykrotnie[15], w tym „za męstwo i odwagę, wykazane w bitwie kaniowskiej, w składzie byłego II Korpusu Wschodniego w dniu 11 maja 1918 roku”[4]